# Louis Pouzin
Louis Pouzin (Chantenay-Saint-Imbert, Nièvre, França, 20 de abril de 1931) inventou o datagrama e desenvolveu o projeto de uma rede de comunicações por comutação de pacotes chamada CYCLADES. Seu trabalho influenciou Robert Kahn, Vinton Cerf, e outros no desenvolvimento dos protocolos TCP/IP utilizados na Internet.
Ao participar do projeto Compatible Time Sharing System (CTSS), Pouzin escreveu um programa chamado RUNCOM entre 1963/64. O RUNCOM permitia a execução de comandos armazenados dentro de uma pasta, e podia ser considerado o ancestral da interface da interface de linha de comandos e shell scripts. Pouzin foi, de fato, um dos que cunharam o termo shell para uma linguagem de comando em 1964 ou 1965. Os conceitos de Pouzin foram implementados depois no Multics por Glenda Schroeder no MIT.
Em 1997, Pouzin recebeu o prêmio ACM SIGCOMM por seu "trabalho pioneiro em comunicações comunicação de pacotes sem conexão". Louis Pouzin foi nomeado Cavaleiro da Legião de Honra pelo Governo Francês em 19 de Março de 2003. Em 2012, Pouzin foi conduzido ao Hall da Fama da Internet pela Internet Society. Em 2013, Pouzin foi um dos cinco pioneiros da Internet e da Web contemplados na inauguração do Prêmio de Engenharia Rainha Elizabeth.